# Chloraea apinnula
Chloraea apinnula är en orkidéart som först beskrevs av Gosewijn, och fick sitt nu gällande namn av Dariusz Lucjan Szlachetko. Chloraea apinnula ingår i släktet Chloraea och familjen orkidéer. Inga underarter finns listade i Catalogue of Life.

## Bildgalleri

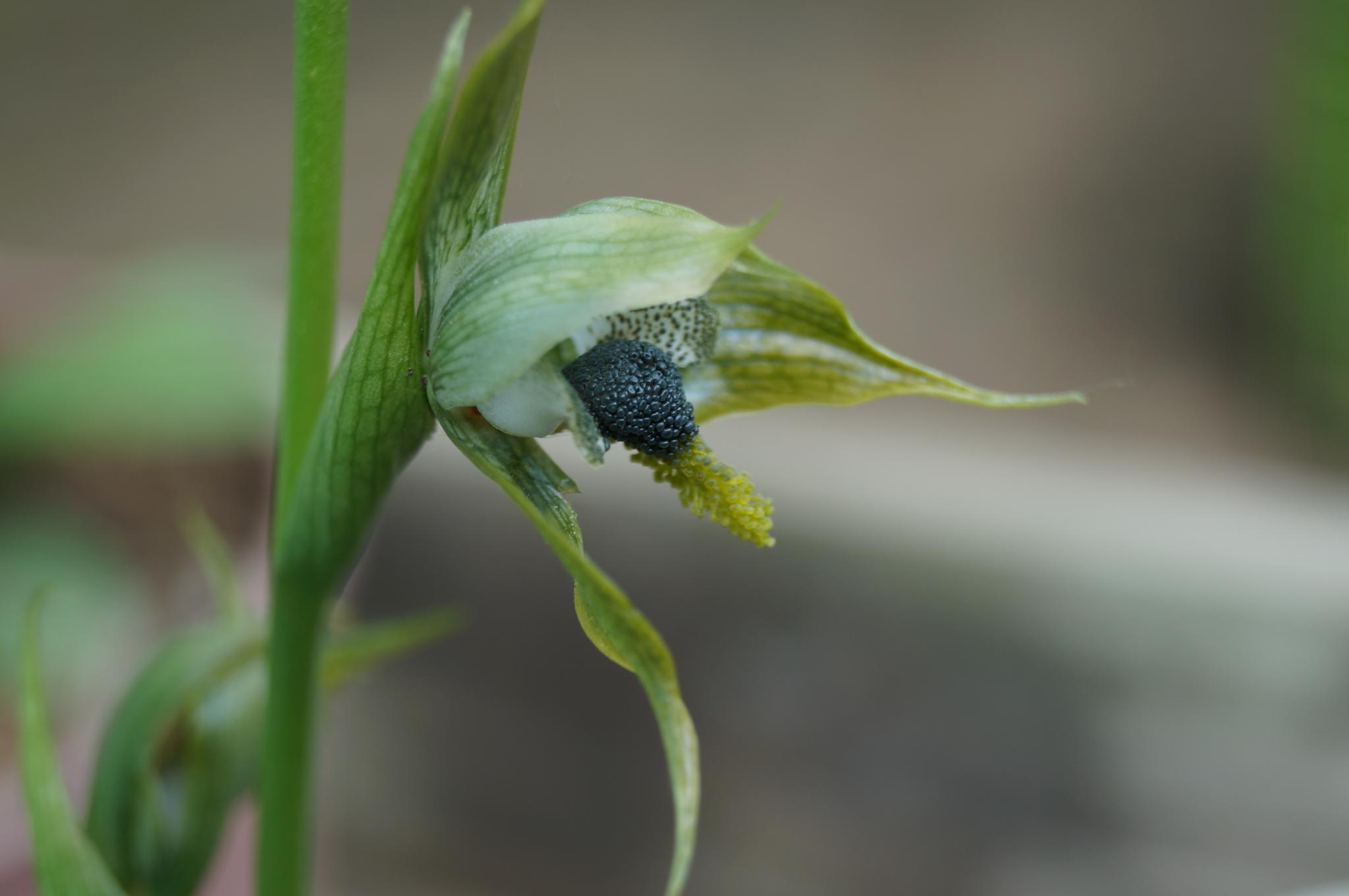